# Praia do Lombo Gordo
Praia do Lombo Gordo

A Praia do Lombo Gordo é uma praia portuguesa, localizada na ilha açoriana de São Miguel, município do Nordeste.
A Praia do Lombo Gordo que já foi detentora de Bandeira Azul tem uma característica muito pouco vulgar. Encontra-se fortemente influenciada pelas correntes marítimas relacionadas com fenómenos de assentamentos de areias facto que leva a que com uma periodicidade de 7 anos tenha um areal muito extenso para que nos 7 anos seguintes fique reduzida a praticamente metade da sua extensão.
Esta praia faz parte da IBA da Ponta do Arnel e Faial da Terra que é uma importante zona de conservação da natureza localizada na Ponta do Arnel, concelho do Nordeste e é formada por duas zonas distintas, a saber: A zona do Faial da Terra, zona esta que se estende ao longo da orla costeira desde a Ribeira do Faial da Terra até esta praia; e à zona da Ponta do Arnel, que vai desde a Ribeira da Ponta do Arnel até à Ribeira do Guilherme.